# Клезантен
Клезантен (фр. Clézentaine) је насељено место у Француској у региону Лорена, у департману Вогези.
По подацима из 2011. године у општини је живело 226 становника, а густина насељености је износила 17,24 становника/km².

## Демографија
| 1962. | 1968. | 1975. | 1982. | 1990. | 2011. |
| ----- | ----- | ----- | ----- | ----- | ----- |
| 253   | 222   | 213   | 200   | 181   | 226   |